# Chepy (Marna)
Chepy è un comune francese di 402 abitanti situato nel dipartimento della Marna nella regione del Grand Est.

## Società

### Evoluzione demografica
Abitanti censiti